# Léon Degrelle

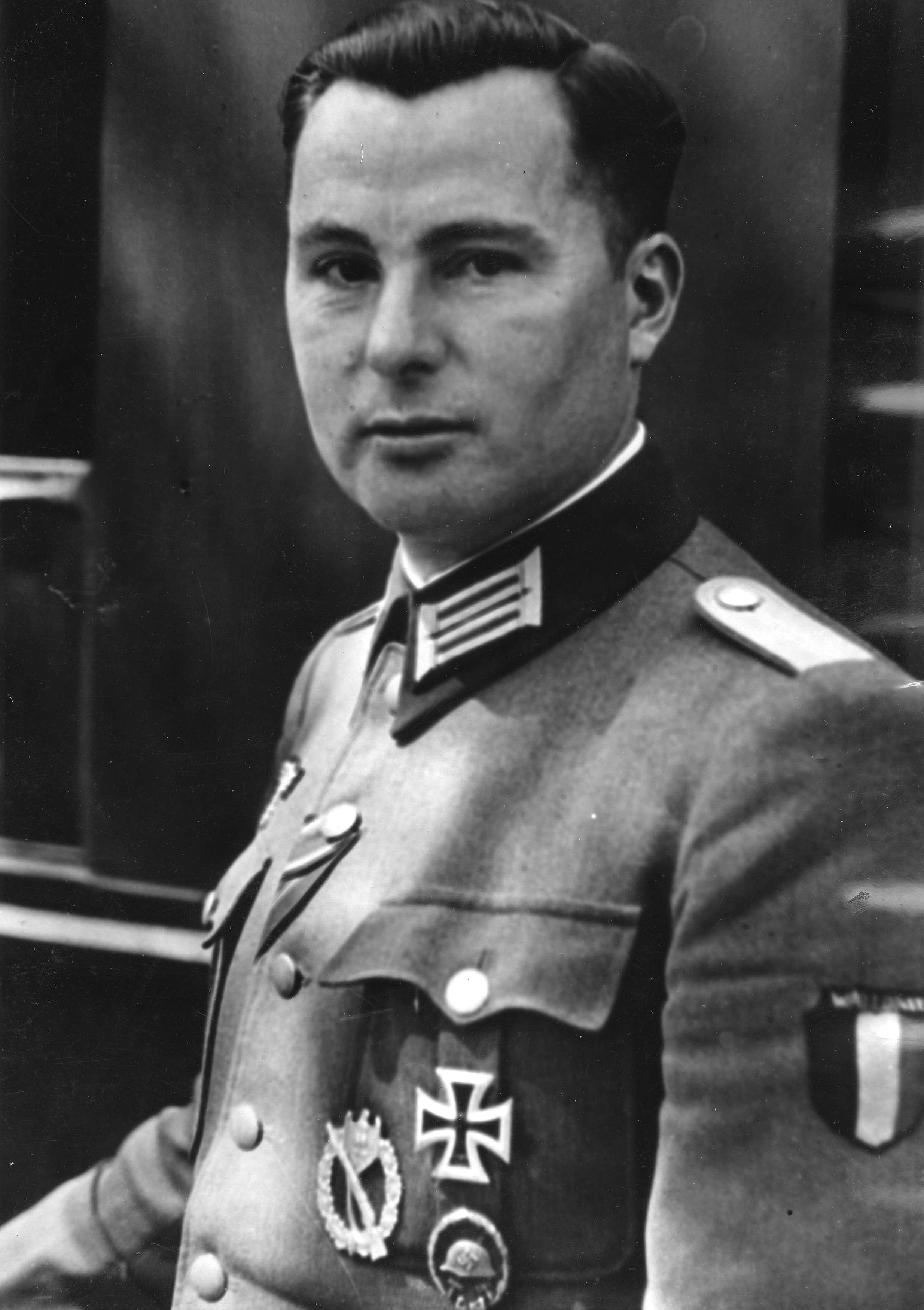
Léon Degrelle, 1943

Léon Joseph Marie Ignace Degrelle alias José León Ramírez Reina (* 15. Juni 1906 in Bouillon, Belgien; † 31. März 1994 in Málaga, Spanien) war der Führer der belgischen Rexisten und ein Offizier der Waffen-SS, zuletzt offiziell im Rang eines SS-Standartenführers der Reserve der Waffen-SS. Nach dem Zweiten Weltkrieg und seiner Flucht ins franquistische Spanien betrieb er in seinen Schriften Holocaustleugnung und glorifizierte das NS-Regime.

## Leben

### Jugend
Leon Degrelle wurde als ältestes von acht Kindern eines katholischen Lokalpolitikers in der französischsprachigen Wallonie geboren und studierte Rechtswissenschaften an der Universität Löwen. Daneben arbeitete er als Journalist des Jugendmagazins Cahiers de la Jeunesse Catholique und wurde mit zwanzig Jahren Leiter des Verlags Editions Rex in Löwen. Der Verlag veröffentlichte vorwiegend katholisch geprägte Schriften für die Jugend. Nachdem er einen positiven Artikel über den antiklerikalen, faschistischen Schriftsteller Charles Maurras veröffentlicht hatte, wandten sich die katholischen Hochschulkreise gegen ihn; er agierte von da an immer kritischer und rücksichtsloser, auch gegen die Kirche.
Aus Unzufriedenheit über die Politik der damals in Belgien führenden Katholischen Partei, die auch zu Kompromissen mit den belgischen Sozialisten bereit war, die keine Lösung für den dauernden Konflikt zwischen französischsprachigen Wallonen und den damals sozial benachteiligten, niederländischsprachigen Flamen fand und nach Degrelles Meinung ein „Geschwür“ war, begann er, sich im politischen Bereich zu engagieren. Im Jahre 1936 formierte er innerhalb weniger Monate die Bewegung des Rexismus, Mouvement National Rexiste.

### Rolle während des Zweiten Weltkrieges
Beim Einmarsch der Wehrmacht in Belgien 1940 wurde Degrelle über Dünkirchen nach Lille in Frankreich deportiert, in der Zentrale des Deuxième Bureau verhört und nach eigenen Angaben gefoltert. Infolge des Vormarsches der Deutschen wurde er über Rouen, Nantes und Tours bis nach La Rochelle verbracht. Er befand sich dort, wie auch später im Gefangenenlager der Spanienkämpfer in Le Vernet, in Haft mit Abgeordneten der Parti communiste français, die im Zuge des Parteiverbots verhaftet worden waren. Das Vichy-Regime veranlasste auf Drängen der belgischen Exilregierung, die sich ebenfalls in Vichy befand, die Entlassung Degrelles, der nach Belgien zurückkehrte.
1941 stellte die deutsche Wehrmacht einen Truppenverband in Bataillonsstärke auf, der an der Ostfront unter dem Kommando von Georges Jacobs zum Einsatz kam. Die rund 1.000 Mann der „Wallonischen Legion“ trugen zunächst Heeresuniformen mit dem belgischen Wappen auf dem linken Ärmel. Sie verpflichteten sich in der Wehrmacht zunächst für zwei Jahre, mit der Option, sich weiterzuverpflichten oder die Heimreise anzutreten.
Mit der Vorstellung von einem „Gemeinsamen Europa“ – bezogen auf ein Mitspracherecht der Wallonen in den nationalsozialistischen Europaplänen nach dem „Endsieg“ – schlug Degrelle zunächst Himmler, dann Hitler selbst eine Beteiligung von Wallonen im Rahmen der Wehrmacht vor, unter der Bedingung, dass diese Beteiligung nur im „Osten“, also gegen den Kommunismus zu erfolgen habe. Die Flämische Legion bestand seit April 1941. Zum 8. August 1941 trat Degrelle der Waffen-SS bei und wurde regelmäßig befördert.
Mit der Anordnung, sämtliche nichtdeutschen Freiwilligen in die Waffen-SS zu überführen, wurden auch die Reste der an der Ostfront zerschlagenen Wallonischen Legion reorganisiert und – materiell und personell verstärkt – zur SS-Sturmbrigade Wallonien umgebildet. Degrelle wurde zum 20. April 1944 zum SS-Sturmbannführer ernannt und übernahm die politische Führung der Brigade; die militärische Führung lag bei SS-Obersturmbannführer Lucien Lippert und später in den Händen von SS-Oberführer Karl Burk. Nach verlustreichen Kämpfen wurde die Brigade gegen Kriegsende noch zur 28. SS-Freiwilligen-Panzergrenadier-Division „Wallonien“ (wallonische Nr. 1) umbenannt, die ab Februar 1944 dem Kommando von Degrelle unterstand, blieb jedoch hinsichtlich der Personalstärke und der Ausrüstung eine Brigade.

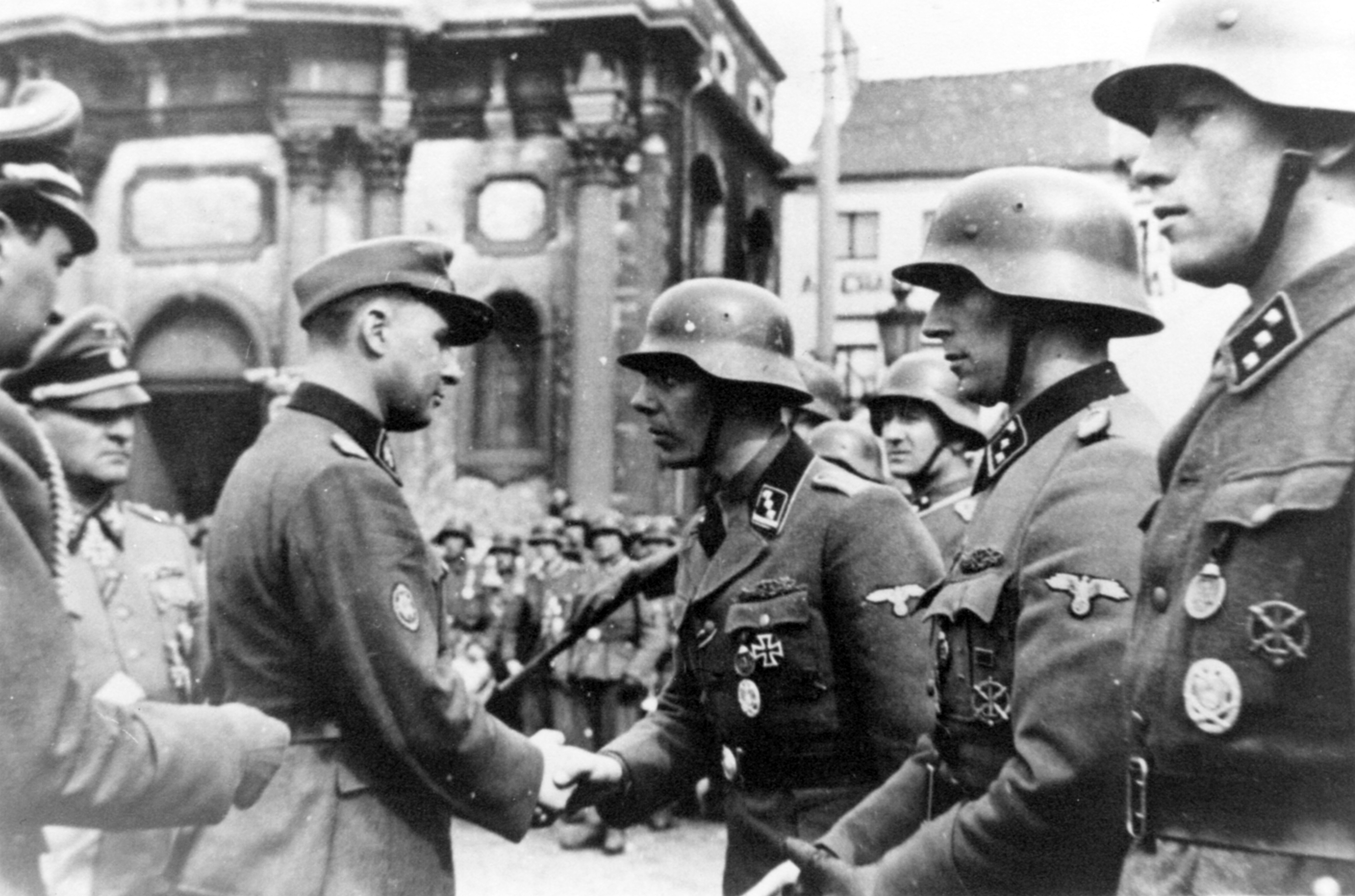
Léon Degrelle in Charleroi, 1944

Ende August 1944 wurde Degrelle von Adolf Hitler mit dem Eichenlaub zum Ritterkreuz des Eisernen Kreuzes ausgezeichnet und damit zu einem der höchstdekorierten Ausländer in der Wehrmacht. Zum 1. Januar 1945 wurde er zum SS-Obersturmbannführer befördert.

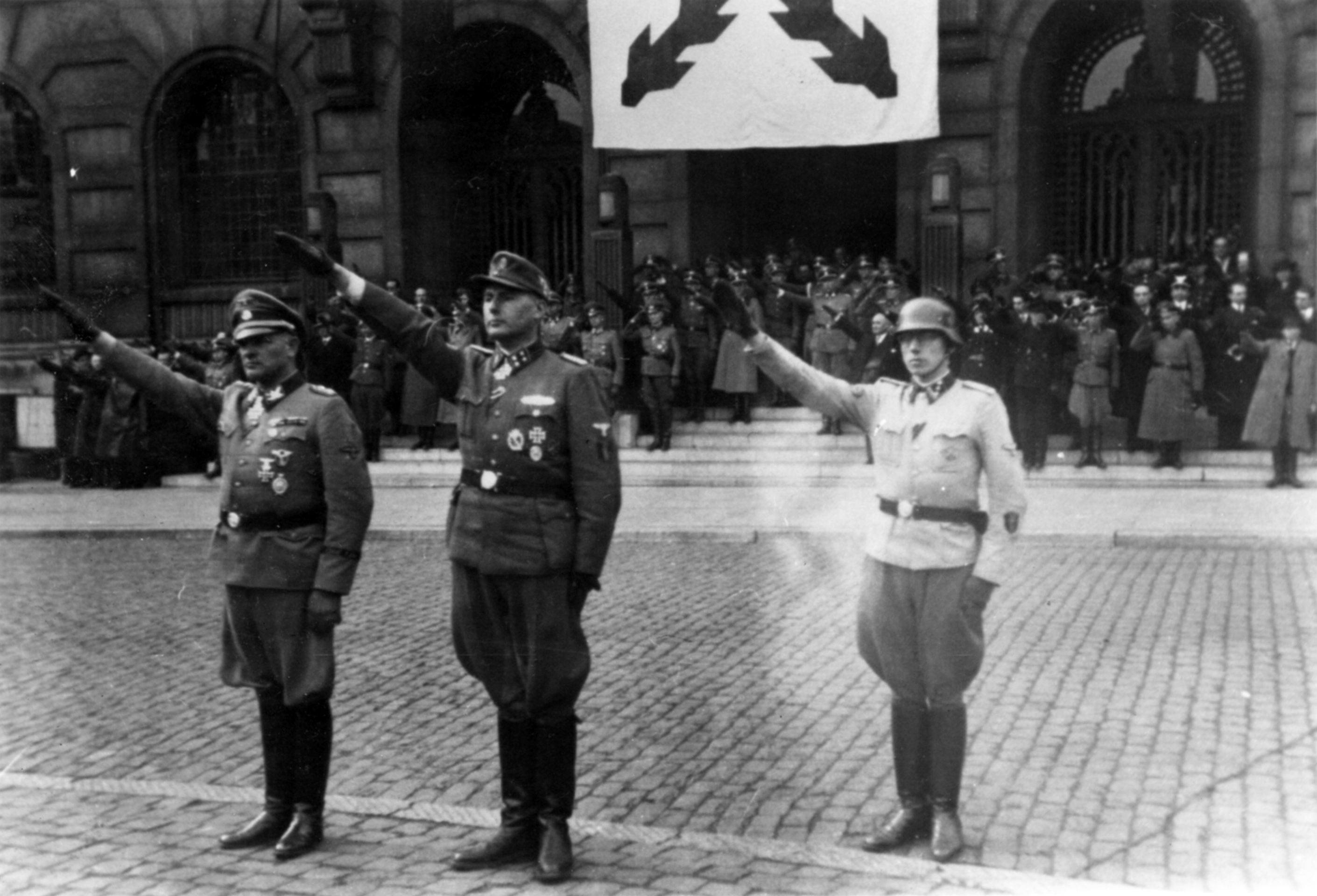
Léon Degrelle (Mitte) mit Sepp Dietrich (links) und Jean Vermeire in Charleroi, 1944

### Nachkriegszeit
Degrelle konnte sich bei Kriegsende am 7. Mai 1945 der Verhaftung durch Flucht mittels Flugzeug von Oslo nach Spanien entziehen. Im Dezember 1945 wurde er von einem belgischen Sondergericht in Abwesenheit zum Tode verurteilt und ausgebürgert. Außerdem wurde ein Gesetz verabschiedet, das Verkauf, Kauf, Besitz oder Lektüre eines Buches von Degrelle in Belgien unter Strafe stellt („Lex Degrelle“). Alle Bemühungen der belgischen Regierung zu Degrelles Auslieferung scheiterten an der Indifferenz des franquistischen Regimes; auf eine Ausweisung im Sommer 1946 auf Druck der westlichen Staaten (vermutlich nach Nordafrika) folgte kurze Zeit später die ungestörte Wiedereinreise. Degrelle baute unter der Protektion des Franquisten Eduardo Ezquer unter dem Namen León José de Ramirez Reina eine neue Existenz als Geschäftsmann auf.
Nach 1945 besuchte Degrelle regelmäßig Treffen von SS-Veteranen, Vereinen und neonazistische Veranstaltungen. Er hielt enge Kontakte mit SS-Veteranen wie Otto Skorzeny oder dem schweizerischen Holocaustleugner François Genoud. An der Costa del Sol betrieb er Immobiliengeschäfte, eine Wäschereikette und einen Import-Export-Handel. Er lebte auch nach der Transición bis zu seinem Tod 1994 „ungestört und wohlhabend“ in Madrid und Málaga, was zu dauerhaften diplomatischen Spannungen zwischen Spanien und Belgien führte.
Bei den Aktionen im Rahmen der Rattenlinie wirkte er oft als Kontaktmann mit.

## Rezeption
Der amerikanisch-französische Schriftsteller Jonathan Littell benutzte Degrelles autobiographische Schrift La Campagne de Russie als Grundlage für seinen Roman Die Wohlgesinnten (2006), in dem er sich in einer fiktiven Autobiographie mit einem NS-Täter auseinandersetzt. Littells Close Reading des Degrelle-Texts stützte sich auf Klaus Theweleits 1977 veröffentlichte Untersuchung Männerphantasien über die Sexualphantasien und Gewalttaten deutscher Freikorpsangehöriger nach dem Ersten Weltkrieg und fand „die fast genau gleichen Verhaltensweisen und Wortkomplexe, angeordnet um die panische Angst vor den «Vermischungszuständen der Körperränder».“ Das literarisierte Ergebnis der Textanalyse veröffentlichte Littell 2008 unter dem Titel Das Trockene und das Feuchte.

## Schriften (Auswahl)
- Meine Abenteuer in Mexiko. Haas, Augsburg 1937.
- Ich war Gefangener. Kerkertagebuch aus Belgien und Frankreich. Hesperos, Nürnberg 1944.
- Die verlorene Legion. Veritas Verlag, Stuttgart 1952; Neuauflage: Schütz, Preußisch Oldendorf 1972; Edition Zeitgeschichte, Selent 2016.
- Front de l’est. La Table Ronde, Paris 1969.
- Lettre à Jean-Paul II à propos d’Auschwitz. Les Éditions de l’Europe réelle, Brüssel 1979 (Holocaustleugnung).
- „Denn der Haß stirbt …“ Erinnerungen eines Europäers. Aus dem Spanischen von Wilfred von Oven. Universitas Verlag, München 1992, ISBN 3-8004-1261-6 (Autobiografie).
- Hitler – geboren in Versailles (= Veröffentlichungen des Institutes für Deutsche Nachkriegsgeschichte. Band 18). Aus dem Französischen von Claude Michel in Zusammenarbeit mit Rolf Kosiek. Grabert, Tübingen 1993, ISBN 3-87847-122-X (Original: „Les tricheurs de Versailles“).
- Verschwörung der Kriegstreiber 1914. Das Attentat von Sarajewo – Hintermänner und Hintergründe. Druffel & Vowinckel, Stegen/Ammersee 2009, ISBN 978-3-8061-1203-0.